# Maite Galdeano
María Teresa Galdeano Marañón, más conocida como Maite Galdeano (Pamplona, 22 de abril de 1969) es un personaje mediático y colaboradora de televisión española que se dio a conocer tras participar en Gran Hermano 16.

## Biografía
Maite Galdeano nació el 22 de abril de 1969, en Pamplona (Navarra). Hija de Narciso Galdeano Murguialday (f. 15/06/2017). Tiene dos hermanos, María de la Concepción y David. Antes de dar su salto a la fama era conductora de autobuses (al igual que su exmarido Carlos) en la Compañía de Transporte Urbano Comarcal de Pamplona. Se dio a conocer por participar en Gran Hermano 16, en el cual participó con su hija Sofía Suescun.
Desde su paso por el concurso ha sido una cara asidua en los programas más emblemáticos de Tele 5. Entre ellos   Myhyv,   Deluxe,    Cazamariposas,   Viva la vida,  La casa fuerte,  Pesadilla en El Paraíso,   Supervivientes o  ¡De viernes!, entre otros.
Protagonizó junto a Amador Moheadano cuando se mudó junto a su hija Sofía Suescun y sus perros a Chipiona, Cádiz, a una casa que según ella le pagaba el hermano de Rocío Jurado. Aseguró que había varios mensajes con el exmarido de Rosa Benito, entre los que incluso se encontraban mensajes sexuales. Mientras tanto, el empresario vivía ajeno a estas declaraciones.

## Trayectoria en televisión
| Año               | Título                  | Cadena             | Notas                                    |
| ----------------- | ----------------------- | ------------------ | ---------------------------------------- |
| 2015              | Gran Hermano 16         | Telecinco          | Concursante - 1.ª Expulsada              |
| 2015; 2018 - 2023 | Deluxe                  | Telecinco          | Invitada                                 |
| 2016              | Gran Hermano Revolution | Telecinco          | Colaboradora                             |
| 2016              | Gran Hermano VIP 4      | Telecinco          | Colaboradora                             |
| 2016; 2019 - 2020 | Myhyv                   | Telecinco y Cuatro | Opinionista                              |
| 2018 - 2023       | Deluxe                  | Telecinco          | Colaboradora ocasional                   |
| 2018 - 2019       | Los mundos de Sofía     | Mtmad              |                                          |
| 2019 - 2023       | Sálvame                 | Telecinco          | Colaboradora ocasional e invitada        |
| 2019 - 2020       | Viva la vida            | Telecinco          | Colaboradora                             |
| 2019              | Gran Hermano DÚO 1      | Telecinco          | Defensora de Sofía Suescun               |
| 2020              | Supervivientes 2020     | Telecinco y Cuatro | Defensora de Cristian Suescun            |
| 2020              | La casa fuerte          | Telecinco          | Concursante - 3.ª Expulsada              |
| 2021              | Solos                   | Mitele PLUS        | Participante                             |
| 2022              | Ya es verano            | Telecinco          | Colaboradora                             |
| 2023              | Pesadilla en El Paraíso | Telecinco          | Concursante - 2.ª Expulsada              |
| 2024              | Supervivientes 2024     | Telecinco          | Colaboradora y defensora de Kiko Jiménez |
| 2024-presente     | ¡De viernes!            | Telecinco          | Colaboradora                             |
| 2024-presente     | ¡De viernes!            | Telecinco          | Invitada                                 |